# Fruit of the Loom

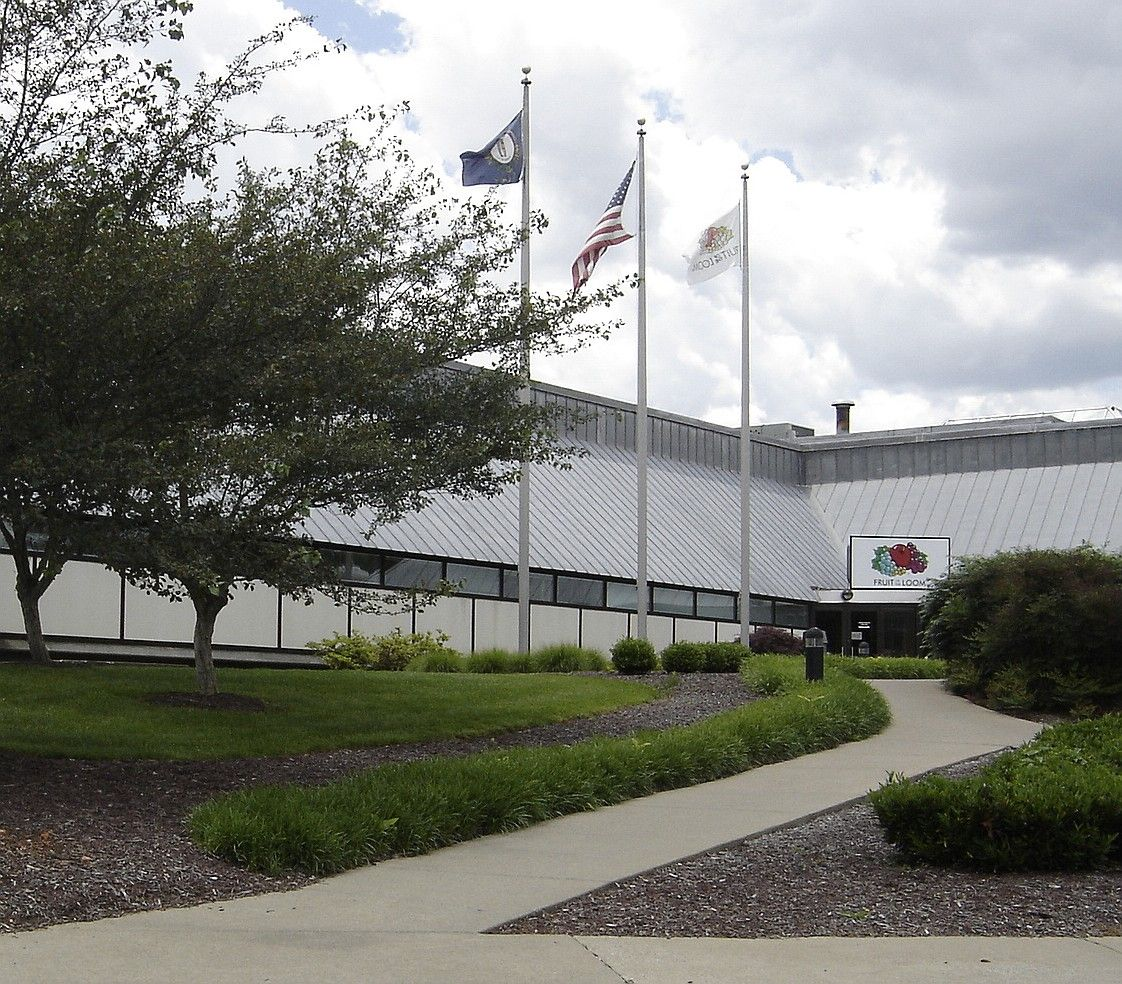
Будівля Fruit of the Loom

Fruit of the Loom — американська компанія, яка виробляє одяг. Штаб-квартира компанії — в місті Боулінг-Грін, штат Кентуккі.
Fruit of the Loom один з найбільших виробників одягу і спідньої білизни. У компанії працює більш ніж 32 000 осіб по всьому світу. Fruit of the Loom також контролює відомий бренд нижньої білизни BVD (Bradley Voorhees DAY).
На логотипі компанії зображене червоне яблуко, листя, зелений виноград, смородина і фіолетовий виноград.